# Şivekar Sultan
Şivekar Sultan est une princesse ottomane et la sixième ou septième haseki du sultan Ibrahim Ier.

## Jeunesse
Şivekar est d'origine arménienne,.
En 1646, le sultan Ibrahim Ier charge ses serviteurs de rechercher la « femme la plus grasse » de Constantinople. Sur son ordre, les fonctionnaires du palais entament alors des recherches et finissent par trouver une femme arménienne pour la présenter au sultan, qui en fait sa sixième haseki (favorite) et lui donne le nom de Şivekar qui signifie « coquette ».

## Haseki

### Influence
En tant qu'haseki, Sivekar se montre active au sein du harem du sultan.
Durant les dernières années du règne du sultan, elle est également active politiquement. En effet, ce dernier souffre de troubles mentaux et Şivekar l'aide à surmonter ses moments de nervosité chroniques.
Elle fait des fondations pieuses d'utilité publique (vaqfs).
D'après l'historien turc Necdet Sakaoğlu, Şivekar fut ainsi l'une des épouses les plus influentes d'Ibrahim au sein du harem ottoman[réf. à confirmer].

### Fin de vie
Après la déposition d'Ibrahim en 1648, elle est reléguée au Vieux-Palais où elle meurt en 1693.

Şivekar est enterrée à l'intérieur du mausolée Ibrahim Ier à Istanbul[réf. à confirmer].

## Famille
Avec le sultan Ibrahim, Şivekar Sultan a eu un fils[réf. à confirmer], Şehzade Cihangir (14 décembre 1646 - 1er décembre 1648), qui est mort en bas âge.

## Dans la culture populaire
- Dans la série télévisée historique turque Muhteşem Yüzyıl : Kösem, Şivekar Sultan est interprété par l'actrice turque Gümeç Alpay Aslan.
- Şivekar Sultan apparaît également dans le film Trois mille ans à t'attendre (2022), bien que le personnage porte plutôt le surnom de « Sugar Lump ». Elle est interprétée par l'actrice Anna Adams.